# Arianne Hartono
Arianne Hartono (ur. 21 kwietnia 1996 w Groningen) – holenderska tenisistka, pochodzenia indonezyjsko-chińskiego.

## Kariera tenisowa
Na swoim koncie ma wygrane trzy turnieje w grze pojedynczej i dwadzieścia w grze podwójnej rangi ITF. Najwyżej w rankingu singlowym była na 135. miejscu (8 kwietnia 2024) i na 123. miejscu w rankingu deblowym (11 lipca 2022).
Profesjonalną karierę tenisową rozpoczęła dopiero w 2018 roku po zakończeniu studiów psychologicznych na Uniwersytecie Mississippi.

## Życie prywatne
Córka Lieke i Okki Hartono. Lubi robić zakupy, gotować, piec, oglądać filmy i słuchać muzyki. Jej ulubionymi tenisistami są Li Na i Roger Federer. Jej wujek (Deddy Tedjamukti) i ciotka (Lukky Tedjamukti) z Indonezji grali w tenisa zawodowo, a jej kuzynka (Nadia Ravita) grała w żeńskiej drużynie tenisowej Uniwersytetu Kentucky.

## Finały turniejów WTA 125
| Legenda                   | Legenda |
| ------------------------- | ------- |
| Wielki Szlem              |         |
| Igrzyska olimpijskie      |         |
| WTA Tour Championships    |         |
| od 2021                   |         |
| WTA 1000 (obowiązkowe)    |         |
| WTA 1000 (nieobowiązkowe) |         |
| WTA 500                   |         |
| WTA 250                   |         |
| WTA 125                   |         |

### Gra podwójna 2 (0–2)
| Końcowy wynik | Nr | Data           | Turniej | Nawierzchnia | Partnerka          | Przeciwniczki                       | Wynik finału      |
| ------------- | -- | -------------- | ------- | ------------ | ------------------ | ----------------------------------- | ----------------- |
| Finalistka    | 1. | 11 lutego 2024 | Mumbaj  | Twarda       | Prarthana Thombare | Dalila Jakupović Sabrina Santamaria | 4:6, 3:6          |
| Finalistka    | 2. | 9 lutego 2025  | Mumbaj  | Twarda       | Prarthana Thombare | Amina Anszba Jelena Pridankina      | 6:7(4), 6:2, 7–10 |

## Finały turniejów ITF
| turnieje z pulą nagród 100 000 $ (W100)  |
| turnieje z pulą nagród 80 000 $ (W80)    |
| turnieje z pulą nagród 60 000 $ (W75)    |
| turnieje z pulą nagród 40 000 $ (W50)    |
| turnieje z pulą nagród 25/30 000 $ (W35) |
| turnieje z pulą nagród 15 000 $ (W15)    |
| turnieje z pulą nagród 10 000 $          |

### Gra pojedyncza 12 (3–9)
| Rezultat     |    | Data       | Turniej     | ($)     | Naw.          | Przeciwniczka        | Wynik            |
| Finalistka   | 1. | 10/07/2016 | Amstelveen  | 10 000  | Ceglana       | Bibiane Schoofs      | 7:6(4), 4:6, 3:6 |
| Zwyciężczyni | 1. | 22/07/2018 | Dżakarta    | 15 000  | Twarda        | Mahak Jain           | 6:4, 6:1         |
| Finalistka   | 2. | 19/08/2018 | Oldenzaal   | 15 000  | Ceglana       | Greet Minnen         | 2:6, 2:6         |
| Finalistka   | 3. | 03/03/2019 | Monastyr    | 15 000  | Twarda        | Clara Tauson         | 2:6, 1:6         |
| Finalistka   | 4. | 23/06/2019 | Dżakarta    | 25 000  | Twarda        | Risa Ozaki           | 4:6, 1:6         |
| Zwyciężczyni | 2. | 30/06/2019 | Dżakarta    | 15 000  | Twarda        | Rifanty Kahfiani     | 6:2, 6:3         |
| Finalistka   | 5. | 01/11/2020 | Lousada     | 15 000  | Twarda (hala) | Susan Bandecchi      | 6:7(6), 6:2, 2:6 |
| Finalistka   | 6. | 16/10/2022 | Fredericton | 25 000  | Twarda (hala) | Stacey Fung          | 5:7, 3:6         |
| Finalistka   | 7. | 23/04/2023 | Nottingham  | 25 000  | Twarda        | Arina Rodionowa      | 2:6, 1:6         |
| Zwyciężczyni | 3. | 11/06/2023 | Setúbal     | 25 000  | Twarda        | Madison Sieg         | 6:2, 6:2         |
| Finalistka   | 8. | 10/12/2023 | Dubaj       | 100 000 | Twarda        | Anastasija Tichonowa | 1:6, 4:6         |
| Finalistka   | 9. | 16/03/2025 | Târgu Mureș | 60 000  | Twarda (hala) | Priscilla Hon        | 3:6, 4:6         |

### Gra podwójna 27 (20–7)
| Rezultat     |     | Data       | Turniej                   | ($)      | Naw.          | Partnerka           | Przeciwniczki                              | Wynik             |
| Zwyciężczyni | 1.  | 18/06/2016 | Antalya                   | 10 000   | Twarda        | Paige Hourigan      | Raluca Șerban Miriana Tona                 | 6:3, krecz        |
| Zwyciężczyni | 2.  | 17/06/2017 | Guimarães                 | 15 000   | Twarda        | Yuriko Miyazaki     | Maria Masini Olga Parres Azcoitia          | 7:5, 6:0          |
| Zwyciężczyni | 3.  | 21/07/2018 | Dżakarta                  | 15 000   | Twarda        | Aldila Sutjiadi     | Mana Ayukawa Zeel Desai                    | 6:1, 6:2          |
| Zwyciężczyni | 4.  | 01/09/2018 | Haren                     | 15 000   | Ceglana       | Suzan Lamens        | Dominique Karregat Yukina Saigo            | 6:1, 6:7(1), 10–4 |
| Zwyciężczyni | 5.  | 23/02/2019 | Monastyr                  | 15 000   | Twarda        | Eva Vedder          | Andrea Lázaro García Despina Papamichail   | 6:4, 3:6, 10–7    |
| Finalistka   | 1.  | 27/04/2019 | Osprey                    | 25 000   | Ceglana       | Alexandra Perper    | Pamela Montez Belinda Woolcock             | 6:7(6), 3:6       |
| Zwyciężczyni | 6.  | 29/06/2019 | Dżakarta                  | 15 000   | Twarda        | Nadia Ravita        | Lee Barnard Zani Barnard                   | 2:6, 6:4, 11–9    |
| Zwyciężczyni | 7.  | 17/10/2020 | Funchal                   | 15 000   | Twarda        | Eva Vedder          | Ingrid Gamarra Martins Beatriz Haddad Maia | 4:6, 6:1, 10–7    |
| Zwyciężczyni | 8.  | 07/11/2020 | Lousada                   | 15 000   | Twarda (hala) | Yuriko Miyazaki     | Riya Bhatia Inês Murta                     | 6:1, 5:7, 10–7    |
| Finalistka   | 2.  | 12/02/2021 | Grenoble                  | 25 000   | Twarda (hala) | Yuriko Miyazaki     | Ioana Loredana Roșca Kimberley Zimmermann  | 1:6, 5:7          |
| Zwyciężczyni | 9.  | 26/06/2021 | Porto                     | 25 000   | Twarda        | Yuriko Miyazaki     | Mana Ayukawa Akiko Ōmae                    | 7:5, 6:2          |
| Finalistka   | 3.  | 14/08/2021 | San Bartolomé de Tirajana | 60 000   | Ceglana       | Olivia Tjandramulia | Elina Awanesian Oksana Sielechmietjewa     | 5:7, 2:6          |
| Zwyciężczyni | 10. | 21/08/2021 | San Bartolomé de Tirajana | 60 000   | Ceglana       | Olivia Tjandramulia | María Lourdes Carlé Julieta Lara Estable   | 6:4, 2:6, 10–7    |
| Finalistka   | 4.  | 26/09/2021 | Wiesbaden                 | 80 000   | Ceglana       | Olivia Tjandramulia | Anna Bondár Lara Salden                    | 7:6(9), 2:6, 4–10 |
| Zwyciężczyni | 11. | 09/10/2021 | Cherbourg-en-Cotentin     | 25 000+H | Twarda (hala) | Sarah Beth Grey     | Estelle Cascino Camilla Rosatello          | 6:3, 6:2          |
| Zwyciężczyni | 12. | 12/11/2021 | Santiago                  | 60 000+H | Ceglana       | Olivia Tjandramulia | Katharina Gerlach Daniela Seguel           | 6:1, 6:3          |
| Zwyciężczyni | 13. | 10/07/2022 | Versmold                  | 100 000  | Ceglana       | Anna Danilina       | Ankita Raina Rosalie van der Hoek          | 6:7(4), 6:4, 10–6 |
| Zwyciężczyni | 14. | 15/10/2022 | Fredericton               | 25 000   | Twarda (hala) | Olivia Tjandramulia | Viktória Morvayová Anna Sisková            | 7:5, 6:1          |
| Zwyciężczyni | 15. | 22/10/2022 | Saguenay                  | 60 000   | Twarda (hala) | Olivia Tjandramulia | Catherine Harrison Yanina Wickmayer        | 5:7, 7:6(3), 10–8 |
| Finalistka   | 5.  | 11/02/2023 | Orlando                   | 60 000   | Twarda        | Eva Vedder          | Ashlyn Krueger Robin Montgomery            | 5:7, 1:6          |
| Finalistka   | 6.  | 25/02/2023 | Santo Domingo             | 25 000   | Twarda        | Eva Vedder          | Jada Hart Rasheeda McAdoo                  | 3:6, 3:6          |
| Zwyciężczyni | 16. | 08/04/2023 | Kashiwa                   | 25 000   | Twarda        | Priscilla Hon       | Saki Imamura Naho Sato                     | 6:4, 3:6, 10–7    |
| Finalistka   | 7.  | 29/04/2023 | Nottingham                | 25 000   | Twarda        | Rutuja Bhosale      | Emily Appleton Lauryn John-Baptiste        | 4:6, 3:6          |
| Zwyciężczyni | 17. | 03/06/2023 | Montemor-o-Novo           | 40 000   | Twarda        | Eudice Chong        | Naïma Karamoko Conny Perrin                | 6:2, 6:0          |
| Zwyciężczyni | 18. | 29/07/2023 | Figueira da Foz           | 100 000  | Twarda        | Eudice Chong        | Alina Korniejewa Anastasija Tichonowa      | 6:3, 6:2          |
| Zwyciężczyni | 19. | 20/04/2024 | Shenzhen                  | 40 000   | Twarda        | Prarthana Thombare  | Eudice Chong Madeleine Brooks              | 6:3, 6:2          |
| Zwyciężczyni | 20. | 20/07/2024 | Porto                     | 60 000   | Twarda        | Prarthana Thombare  | Anna Rogers Kateryna Wołodko               | 6:3, 6:4          |